# Труа-4
Труа́-4 (фр. Troyes-4) — один из 17 кантонов департамента Об, региона Гранд-Эст, Франция. Административный центр находится в коммуне Труа. INSEE код кантона — 1015. Кантон полностью находится в округе Труа. В кантон Труа-4 входит часть коммуны Труа и 3 коммуны.

## История
Кантон Труа-4 был создан в 1801 году. До реформы 2015 года в кантон входили части коммун Труа и Ла-Шапель-Сен-Люк и 5 коммун полностью. По закону от 17 мая 2013 и декрету от 14 февраля 2014 года количество кантонов в департаменте Об уменьшилось с 34 до 17. Новое территориальное деление департаментов на кантоны вступило в силу во время выборов 2015 года. 22 марта 2015 года из кантона вышли 6 коммун, часть коммуны Труа была переопределена, были добавлены коммуны Пон-Сент-Мари, Сен-Жюльен-ле-Вилла и Сен-Пар-о-Тертр.

## Коммуны кантона
| №     | Индекс | Коммуна             | Оригинальное название    | Население, чел. (2012)           | Площадь, км² | Плотность |
| ----- | ------ | ------------------- | ------------------------ | -------------------------------- | ------------ | --------- |
| 10297 | 10150  | Пон-Сент-Мари       | Pont-Sainte-Marie        | 4823                             | 3,99         | 1209      |
| 10343 | 10800  | Сен-Жюльен-ле-Вилла | Saint-Julien-les-Villas  | 6895                             | 5,26         | 1310      |
| 10357 | 10410  | Сен-Пар-о-Тертр     | Saint-Parres-aux-Tertres | 2989                             | 11,82        | 253       |
| 10387 | 10000  | Труа                | Troyes                   | 6698 (полное население — 60 009) |              |           |

Состав кантона до реформы 2014 года:
| Коммуна              | Население, чел. (2006) | Почтовый индекс | Код INSEE |
| -------------------- | ---------------------- | --------------- | --------- |
| Барбере-Сен-Сюльпис  | 1 153                  | 10600           | 10030     |
| Вильлу               | 129                    | 10350           | 10414     |
| Ла-Шапель-Сен-Люк    | 13 676                 | 10600           | 10081     |
| Ле-Павийон-Сент-Жюли | 311                    | 10350           | 10281     |
| Пейн                 | 1 097                  | 10600           | 10282     |
| Сен-Лье              | 2 728                  | 10180           | 10349     |
| Труа                 | 63 456                 | 10000           | 10387     |

## Население
В таблице приведена динамика численности населения по 2012 год. В 2015 году территория кантона была изменена, а население соответственно возросло до 21 405 человек (население во время переписи 2012 года на территории, определённой в 2015 году).
| 1982  | 1990  | 1999  | 2006   | 2011   | 2012   |
| ----- | ----- | ----- | ------ | ------ | ------ |
| 3 967 | 4 357 | 4 622 | 17 118 | 17 581 | 17 920 |

## Политика
Согласно закону от 17 мая 2013 года избиратели каждого кантона в ходе выборов выбирают двух членов генерального совета департамента разного пола. Они избираются на 6 лет большинством голосов по результату одного или двух туров выборов.
В первом туре кантональных выборов 22 марта 2015 года в Труа-4 баллотировались 4 пары кандидатов (явка составила 48,39 %). Во втором туре 29 марта, Катрин Брежо и Марк Бре были избраны с поддержкой 66,16 % на 2015—2021 годы. Явка на выборы составила 48,95 %.
| Мандат | Мандат | Кандидаты                          |                | Партия             | Первый тур | Первый тур     | Второй тур | Второй тур |
| Мандат | Мандат | Кандидаты                          | Кол-во голосов | Партия             | % голосов  | Кол-во голосов | % голосов  |            |
| ------ | ------ | ---------------------------------- | -------------- | ------------------ | ---------- | -------------- | ---------- | ---------- |
| 2015   | 2021   | Катрин Брежо и Марк Бре            |                | Беспартийные левые | 2064       | 32,99          | 4043       | 66,16      |
| 2015   | 2021   | Элизабет Куртен и Мишель Жоли      |                | Национальный фронт | 1809       | 28,91          | 2068       | 33,84      |
| 2015   | 2021   | Ане Гросжан и Паскаль Ландеа       |                | Союз правых        | 1673       | 26,74          | -          | -          |
| 2015   | 2021   | Франсуаз Куизен и Жан-Марк Веинлен |                | Левый фронт        | 711        | 11,36          | -          | -          |